# Maira hirta
Maira hirta är en tvåvingeart som beskrevs av de Meijere 1913. Maira hirta ingår i släktet Maira och familjen rovflugor. Inga underarter finns listade i Catalogue of Life.